# Aloe buettneri
Aloe buettneri é uma espécie de liliopsida do gênero Aloe, pertencente à família Asphodelaceae.